# Wrenboys

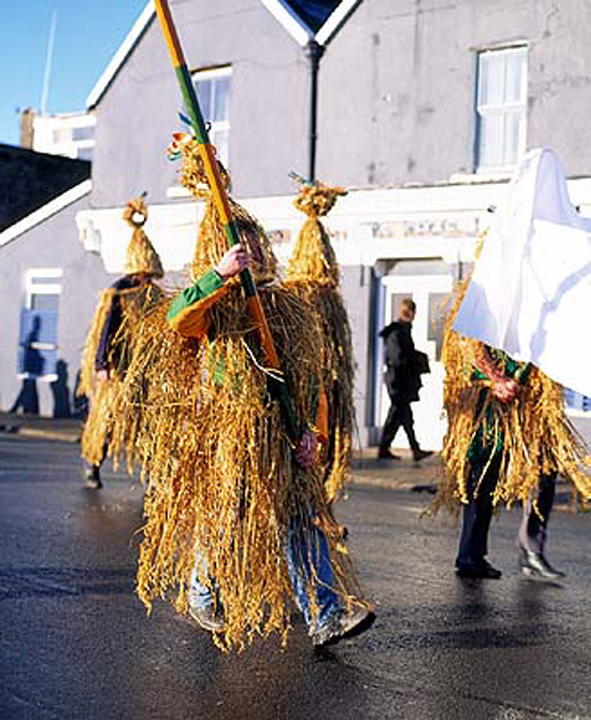
Wrenboys in Dingle, Irland

Die Wrenboys („Zaunkönig-Jungen“) sind ein traditioneller Teil der Feierlichkeiten am zweiten Weihnachtsfeiertag in Irland. Am 26. Dezember wird hier der Wren Day oder Hunt the Wren Day (irisch: Lá an Dreoilín, „Tag des Zaunkönigs“) gefeiert. Verkleidet mit Kostümen aus Stroh, Masken, Hüten und bunten Gewändern ziehen die Wren Boys musizierend durch die Straßen und bitten um Spenden für wohltätige Zwecke. Diese Tradition existiert auch in anderen Teilen der Britischen Inseln wie in Wales. Vermutlich ist diese Feier keltischen Ursprungs.

## Geschichte

### Keltisch
Obwohl der Zaunkönig (englisch wren, irisch dreoilín) einer der kleinsten Vögel der Erde ist, hatte er bei den Kelten im vorchristlichen Irland ein hohes Ansehen. Er galt als Vogel der Könige und hatte einen Platz an der Seite der Druiden. Mehrere Legenden aus der keltischen Mythologie ranken sich um den Zaunkönig. Doch seinen guten Ruf verlor der Zaunkönig bereits vor über 1200 Jahren, als sich die Bewohner der Insel folgende Geschichte erzählten:
Im Kampf gegen die Wikinger planten die irischen Krieger eine List. Sie wollten die schlafenden Invasoren aus dem Norden aus einem Hinterhalt angreifen. Doch im letzten Moment trommelten Zaunkönige mit ihren Schnäbeln auf den Schilden (in manchen Versionen auch auf den Trommeln) und weckten so die schlafenden Wikinger. So wurde nichts aus dem geplanten Hinterhalt.
Seitdem gilt der Zaunkönig als Vogel des Teufels.

### Christlich
In der katholischen Kirche wird am 26. Dezember der Stephanstag gefeiert. In Irland feiert man ihn als Wren Day (Zaunkönigtag) da man sich hier folgende Geschichte erzählt:
Der Heilige Stephan hielt sich auf der Flucht vor seinen Verfolgern versteckt. Doch ein Zaunkönig verriet ihn durch lautes Zwitschern. Daraufhin wurde Stephan zu Tode gesteinigt.

## Tradition
Ursprünglich jagten die Wrenboys am Wren Day einen Zaunkönig. Sie töteten ihn und spießten ihn auf einen Holzstab. Verkleidet mit Hüten und Gewändern aus Stroh und schwarz bemalten Gesichtern zogen sie begleitet von Céilí-Bands durch die Städte und Dörfer. Angeführt wurde der Zug vom Träger des Holzstabes mit dem toten Zaunkönig. Die Wrenboys zogen von Tür zu Tür und baten um Geld. Dieser Umzug gipfelte meist in einem Fest, was aus katholischem Blickpunkt aus eine Gelegenheit zur Sünde darstellte.
Eine ähnliche Tradition gibt es auch heute noch in Frankreich. Das Fête du Roi de l’Oiseau („Fest des Vogelkönigs“) wurde erstmals 1524 urkundlich genannt und wird heute noch in Städten wie Le Puy-en-Velay und Marseille gefeiert.

## Gegenwart
Auch heute verkleiden sich die Iren noch als Wrenboys oder auch Strawboys (Strohjungen). Doch hat man sich von der Tradition des aufgespießten Zaunkönigs verabschiedet. Der Umzug der kostümierten Musikanten und Strohmännern wird heute zum Einsammeln von Spendengelder für wohltätige Zwecke genutzt.

## Weihnachtsschauspiel

### Beteiligte
Anführer Rune Rhyme mit Gefolge: Queen, Tom Fool, Beelzebub, Kleiner Teufel (der Teufel von draußen), Oliver Cromwell, St. Patrick, St. Georg, The Doctor, Slack, Terry Thatcher.

### Ablauf
Die Schufte werden in einer wilden Schlägerei, durchsetzt von Gesang und Tanz, von den Heiligen überwältigt. Der Heilige Georg jedoch wird ermordet, doch der „The Doctor“ bringt ihn mit Salbe und Arznei wieder ins Leben zurück. Am Schluss fassen sich die Darbietenden bei den Händen und führen einen Ringelreihen auf, wobei Tom Fool Stecken und Schweinsblase auf die niedersausen lässt, die ihm in den Weg kommen. Die Teilnehmer dieses Weihnachtsschauspiels bekommen Geld und Essbares zugesteckt.

## Belege
1. 1 2 3  Irische Weihnachtstradition - Der Tag des Zaunkönigs. Abgerufen am 2. Februar 2021.
2. ↑  Lá an Dreoilín or Wren Day. Abgerufen am 2. Februar 2021 (englisch).
3. ↑  Tradition of hunting the wren. Abgerufen am 2. Februar 2021 (englisch).
4. ↑  Hunting the wren. Abgerufen am 2. Februar 2021 (englisch).
5. ↑  Vogelschuss auf dem Fest "Roi de l'oiseau". Abgerufen am 2. Februar 2021.
6. ↑  8 Irische Weihnachtstraditionen. Abgerufen am 2. Februar 2021.